# West of Scotland Football League
Die 2020 gegründete West of Scotland Football League (WOSFL) ist neben der East of Scotland Football League und der South of Scotland Football League eine der drei sechstklassigen Ligen des schottischen Ligen-Systems. Alle sind in der Hierarchie unterhalb der, ebenfalls halbprofessionellen, Lowland Football League angesiedelt. Im Gegensatz zur fünftklassigen Lowland Football League hat die ebenfalls fünftklassige Highland Football League wegen der geringeren Bevölkerungsdichte Nord-Schottlands keinen Unterbau. Insgesamt spielen 67 Teams in der West of Scotland Football League, die in einer WOSFL Premier Division und darunter in drei gleichrangigen WOSFL Conferences (A,B und C) angeordnet sind. WOSFL Conferences sind damit siebentklassig. Die WOSFL nahm den Spielbetrieb mit Beginn der Saison 2020/21 und teilte die vier Divisionen coronabedingt in je zwei Staffeln auf.

## Mitgliedsvereine der WOSFL Premier Division

### Staffel 1
- Auchinleck Talbot
- Glenafton Athletic
- Irvine Meadow XI
- Kilbirnie Ladeside
- Clydebank
- Largs Thistle
- Benburb
- Kirkintilloch Rob Roy
- Bonnyton Thistle
- Blantyre Victoria

### Staffel 2
- Kilwinning Rangers
- Pollok
- Beith Juniors
- Hurlford United
- Cumnock Juniors
- Rossvale
- Troon
- Rutherglen Glencairn
- Cumbernauld United
- Darvel